# Pieter Alardus Haaxman

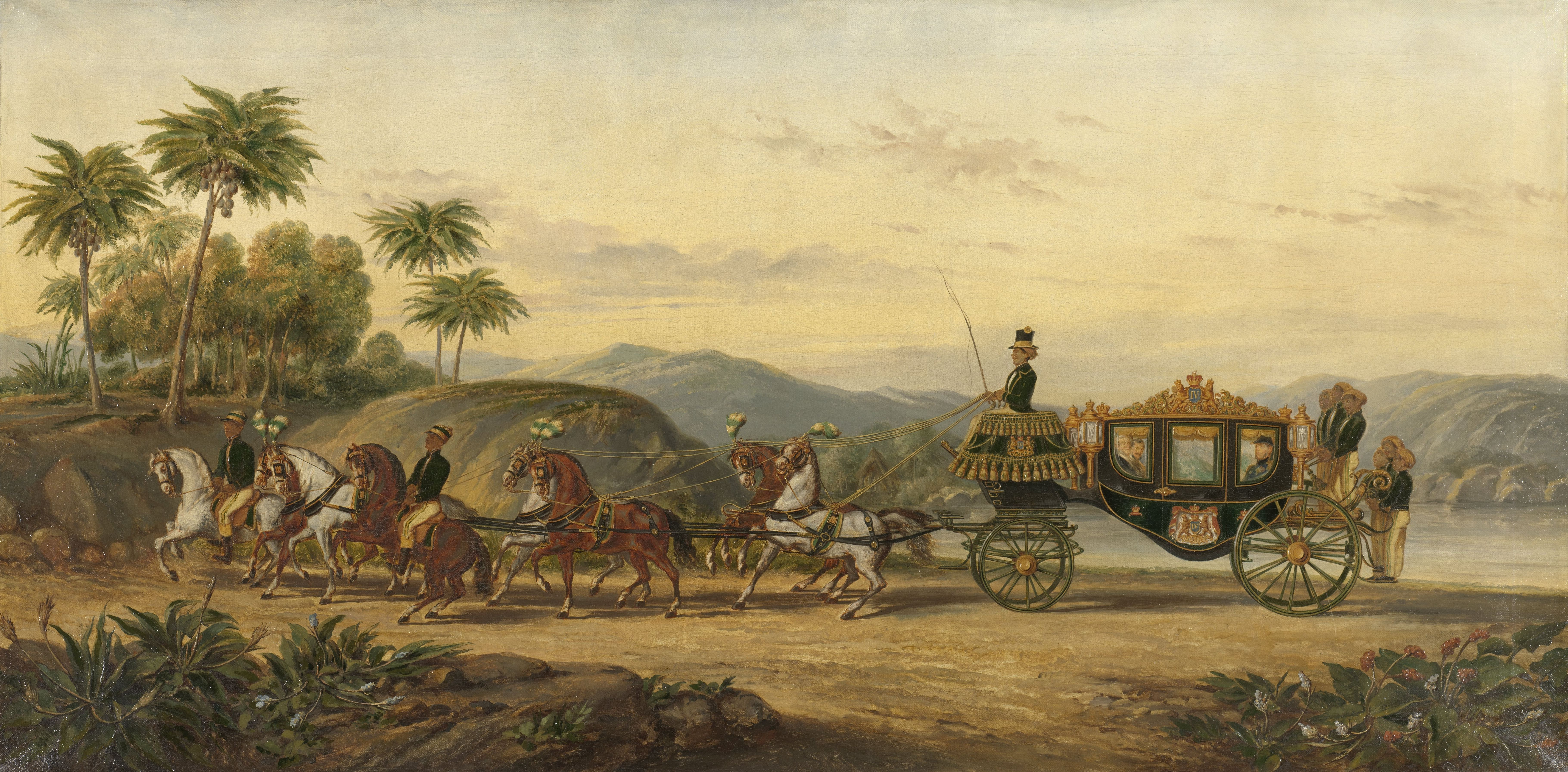
De koets van Mangkoe Nagoro IV, 1870, Rijksmuseum Amsterdam

Pieter Alardus Haaxman (Delft, 12 november 1814 - aldaar, 21 december 1891) was een Nederlandse kunstschilder.

## Leven en werk
Haaxman werd in 1814 geboren als zoon van de commies der recherche van de stedelijke belastingen te Delft Cornelis Haaxman en Maria Bolland. Haaxman werd opgeleid door de Delftse tekenleraar Cornelis Ouboter van der Grient en de kunstschilder Cornelis Kruseman. Evenals zijn Delftse leermeester werd Haaxman tekenleraar aan de Delftse Stadstekenschool. Vervolgens werd hij leraar aan Hogereburgerschool en de Burgeravondschool aldaar. Hij was secretaris bij het tekengenootschap "Tandem fit surculus arbor". Als schilder maakte hij genrevoorstellingen, strandgezichten, portretten, figuren en taferelen uit de geschiedenis. Hij was onder meer leraar van Adolf Mangold. Werk van Haaxman is onder meer te vinden in het Rijksmuseum te Amsterdam.
Haaxman trouwde op 15 juli 1840 te Delft met Anna Elisabeth Margaretha Ilcken, dochter van een Delftse goud- en zilversmid. Uit dit huwelijk werden zes kinderen geboren, waaronder de journalist Pieter Anne Haaxman. Zijn neef Pieter (1854-1937), zoon van zijn broer Andries Jacobus, was kunstschilder in Den Haag.
Haaxman overleed in december 1891 op 77-jarige leeftijd in zijn woonplaats Delft.
- Biografisch Portaal: 54744040
- Digitale Bibliotheek voor de Nederlandse Letteren: haax003
- RKD-Nederlands Instituut voor Kunstgeschiedenis: 35040
- Union List of Artist Names: 500043351
- Virtual International Authority File: 95964900